# رالف دان
رالف دان (بالإنجليزية: Ralph Dunn) هو ممثل أمريكي، ولد في 23 مايو 1900 في تيتوسفيل في الولايات المتحدة، وتوفي في 19 فبراير 1968 في فلاشينغ ‏ في الولايات المتحدة.

## أعمال

### أفلام
- (1940) فتاة الجمعة[4]

## وصلات خارجية
- رالف دان على موقع IMDb (الإنجليزية)
- رالف دان على موقع قاعدة بيانات برودواي على الإنترنت (الإنجليزية)
- رالف دان على موقع قاعدة بيانات الفيلم (الإنجليزية)